# Ocypteromima elegans
Ocypteromima elegans là một loài ruồi trong họ Tachinidae.